# 1977년 로스앤젤레스 영화 비평가 협회상
제3회 로스앤젤레스 영화 비평가 협회상은 1977년 12월 19일에 발표되어 1978년 1월 10일에 열린 시상식이다.

## 수상 및 후보

### 작품상
- 스타 워즈 에피소드 4 - 새로운 희망

### 감독상
- 터닝 포인트 - 허버트 로스 수상

### 남우주연상
- 굿바이 걸 - 리차드 드레이퓨즈 수상

### 여우주연상
- 세 여인 - 셜리 듀발 수상

### 남우조연상
- 줄리아 - 제이슨 로바즈 수상

### 여우조연상
- 줄리아 - 바네사 레드그레이브 수상

### 각본상
- 애니 홀 - 우디 앨런 수상
- 애니 홀 - 마셜 브릭맨 수상

### 촬영상
- 줄리아 - 더글라스 슬로콤브 수상

### 음악상
- 스타 워즈 에피소드 4 - 새로운 희망 - 존 윌리엄스 수상

### 외국어영화상
- 욕망의 모호한 대상 - 루이스 부뉴엘 수상

### 신인상
- 선 사이 - 조안 미클린 실버 수상

### 공로상
- 킹 비더 수상

### 특별공헌상
- Charles Gary Allison 수상
- 바바라 코플 수상